# Светла Бочварова
Светла Марінова Бочварова (Пиралкова) (нар.. 28 вересня 1958) — болгарський політичний діяч і вчений, професор.
Авторка понад 140 наукових публікацій, в тому числі 5 книг і 6 монографій у галузі аграрної економіки, земельних відносин, маркетингу продуктів харчування. Член Болгарської соціалістичної партії.

## Біографія
Народилася 28 вересня 1958 року.
Здобула дві вищі освіти — економічну та журналістську, навчалася в університеті національного і світового господарства в Софії.
З 1981 по 1995 роки Бочварова працювала науковим співробітником в інституті економіки і організації сільського господарства при сільськогосподарській академії. З 1994 по 2005 рік була менеджером Інформаційної системи сільськогосподарського ринку. Одночасно в 2002—2003 роках обіймала посаду директора інституту аграрної економіки при сільськогосподарській академії і в 2003—2005 роках — виконавчим директором Національного центру аграрних наук.
У 2005 році Світла Бочварова була призначена на пост заступника міністра сільського господарства в уряді Сергія Станішева. Працювала в уряді до 2009 року.
З 2005 по 2011 рік вона була також головою правління сільськогосподарській академії. Почесний доктор Сільськогосподарської академії, член правління спілки вчених в Болгарії, член-кореспондент Російської академії сільськогосподарських наук з 2010 року, а також відділення сільськогосподарських та лісогосподарських наук Румунської академії. Потім вона стала заступником керуючого компанії «Інтер Консулт Плюс» і в 2012 році почала викладати в Новому болгарському університеті.
На дострокових парламентських виборах у травні 2013 року вона була обрана депутатом від коаліції БСП для Болгарії.
У 42-х Народних зборах Болгарії вона очолювала комітет з питань сільського господарства та продовольства. В 43-му і 44-му каденціях зборів обиралась заступником голови аграрного комітету. Крім того, у 44-х Народних зборах Болгарії вона брала участь у роботі комітету з питань бюджету та фінансів.